# ウォンサポナタイム
『ウォンサポナタイム』は、ジョン・レノンの未発表音源集ボックスセットである『ジョン・レノン・アンソロジー』を元にCD1枚に収めたコンピレーション・アルバムである。一部の楽曲では最初の語り部分などがカットされている。

## 収録曲
1. アイム・ルージング・ユー - I'm Losing You
2. 労働階級の英雄 - Working Class Hero
3. 神 - God
4. 眠れるかい? - How Do You Sleep?
5. イマジン（テイク1） - Imagine(Take 1)
6. ベイビー・プリーズ・ドント・ゴー - Baby Please Don'T Go
7. オー・マイ・ラヴ - Oh My Love
8. ゴッド・セイヴ・オズ - God Save Oz
9. 悟り - I Found Out
10. 女は世界の奴隷か!（ライヴ） - Woman Is The Nigger Of The World(Live)
11. 「ア・キッス・イズ・ジャスト・ア・キッス」（喋り） - “A Kiss Is Just A Kiss”
12. ビー・バップ・ア・ルーラ - Be Bop A Lula
13. （メドレー）リップ・イット・アップ / レディ・テディ - Rip It Up/Ready Teddy
14. ホワット・ユー・ガット - What You Got
15. 愛の不毛 - Nobody Loves You When You're Down And Out
16. アイ・ドント・ウォナ・フェイス・イット - I Don't Wanna Face It
17. リアル・ラヴ - Real Love
18. オンリー・ユー - Only You
19. グロウ・オールド・ウィズ・ミー - Grow Old With Me
20. ショーンの「イン・ザ・スカイ」 - Sean's “In The Sky”
21. サーヴ・ユアセルフ - Serve Yourself